# Bundesverband Jüdischer Studierender in Deutschland
Der Bundesverband Jüdischer Studierender in Deutschland e.V. (BJSD) ist eine Vereinigung jüdischer Studierender und Jugendlicher. Der Studentenverband sieht seine Aufgabe darin, die Interessen und Belange seiner Mitglieder bei jüdischen Gemeinden und anderen Organisationen zu vertreten. Er hat nach eigenen Angaben etwa 5000 Mitglieder.
Im Dezember 2016 löste die Jüdische Studierendenunion Deutschland (JSUD) den BJSD als zentrale politische Vertretung jüdischer Studierender und junger Erwachsener in Deutschland ab.

## Tätigkeitsfelder
Die Tätigkeitsfelder des BJSD umfassen die Organisation von Seminaren und politischen Aktionen. Häufige Schwerpunkte sind dabei das Thema Israel und der Nahostkonflikt, das Verhältnis zu Deutschland unter Berücksichtigung der deutschen Geschichte und des aktuellen Antisemitismus und Neonazismus sowie das Verhältnis zur jüdischen Religion.

### Mitgliedschaften
Als Mitglieder werden jüdische Studenten in Deutschland im Alter zwischen 18 und 35 Jahren aufgenommen. Eine Mitgliedschaft in einer jüdischen Gemeinde ist nicht notwendig. Dem Beitritt in einen BJSD-Landesverband folgt automatisch der Eintritt in den BJSD.

### Struktur
Die Delegiertenkonferenz ist das oberste beschlussfassende Organ des Verbands. Sie besteht aus Vertretern der studentischen Landesverbände entsprechend deren Mitgliederzahl.
Der Vorstand wird jedes Jahr neu gewählt. Er besteht aus einem Vorsitzenden, einem stellvertretenden Vorsitzenden und einem Finanzreferenten. Weiter ist der Vorstand berechtigt, einen Geschäftsführer zu ernennen. Nach eigenen Angaben besitzt der BJSD zehn Mitgliedsverbände.
Neben der jährlichen Delegiertenkonferenz finden mehrmals jährlich Treffen des Vorstandbeirats statt, welcher aus jeweils einem Vertreter der Landesverbände besteht. Dieser Vorstandsbeirat steht dem BJSD beratend zur Seite und fungierte weiter als Kommunikationsplattform zwischen dem BJSD und seinen Landesverbänden. Prinzipiell werden der Besuch einer Delegiertenkonferenz oder einer Vorstandsbeiratssitzung allen Mitgliedern gestattet.

## Geschichte
Kurz nach dem Holocaust gründeten sich in Deutschland die ersten jüdischen Studentenverbände. Dazu gehörte der „Ichud ha-studentim ha-jehudim schel scheerit ha-plejta“, zu Deutsch der „Jüdische Studentenverband der Überlebenden in München“, der ab 1946/47 seinen ca. 500 studentischen Mitgliedern durch Hilfe bei der Wohnraumbeschaffung behilflich war. Für die Freizeitgestaltung jüdischer Studenten spielte der Studentenverband eine große Rolle. Kontakt zu nichtjüdischen Studenten hatten die jüdischen Studenten kaum. Hinzu kam, dass die meisten der Studenten als Resultat des nationalsozialistischen Mordens Waisen waren und keine Familien mehr hatten. Wegen der Geburtenausfälle während des Zweiten Weltkrieges und insbesondere nach der großen Auswanderungswelle Anfang der 1950er Jahre lösten sich die meisten dieser Studentenverbände auf.
Gegen Ende der 1950er Jahre bildeten sich bundesweit neue jüdische Studentenverbände. Als einer der ersten deutsch-jüdischen Studentenverbände gilt dabei die 1959 gegründete „Vereinigung jüdischer Studenten in Bayern“. Weiter existierte seit dem 9. Februar 1963 die Jüdische Studentenvereinigung Heidelberg (JSH). Das Entstehen neuer jüdisch-studentischer Strukturen deutet auf eine neue Ära jüdischen Lebens im Nachkriegsdeutschland hin.
Die Ereignisse um den Sechstagekrieg in Israel spielten ab 1967 eine wichtige Rolle im Denken der jüdischen Studenten. Israels Existenz, und somit auch die eigene Sicherheit in Deutschland, schien unmittelbar bedroht. Während der ägyptische Präsident Gamal Abd al-Naser öffentlich zur Vernichtung Israels aufrief, überlegten viele der jüdischen Studenten in Deutschland, wie sie Israel in dieser Situation beistehen könnten. 1968 kam es in Schmitten (Hochtaunus) schließlich zur Gründung des Bundesverbandes Jüdischer Studenten in Deutschland.

### Verhältnis zu Israel
Die Beschäftigung mit dem Nahostkonflikt und die Vermittlung von Wissen bezüglich der israelischen Politik und Gesellschaft spielte bei allen BJSD-Vorständen zeitübergreifend eine zentrale Rolle. Oft suchte man die Zusammenarbeit mit der Botschaft des Staates Israel. Auf sogenannten „Hasbarah-“ oder Leadership-Seminaren lernten die jüdischen Studenten über die neuesten Strategien einer Pro-Israelischen Öffentlichkeitsarbeit. Musterhaft für solche meist eher unspektakuläre Unterstützung waren z. B. die ein Mal jährlich zum Unabhängigkeitstag des Staates Israel bundesweit organisierten Informationsstände auf den Einkaufsstraßen deutscher Großstädte.
Dennoch darf der BJSD nicht als Sprachrohr der israelischen Botschaft missverstanden werden, fanden sich im Verband zu jeder Zeit stets auch Stimmen, die die aktuelle Regierungspolitik Israels kritisierten. Bereits 1970 setzte sich eine Mehrheit der BJSD Delegierten auf einer Konferenz der World Union of Jewish Students (WUJS) für die Aufnahme der Rechte des palästinensischen Volkes auf Freiheit und Unabhängigkeit als Teil der zionistischen Ideologie ein. Insbesondere durch den Einfluss Dan Diners positionierte sich die WUJS damals somit auf dem äußersten linken Flügel des zionistischen Spektrums.

### Verhältnis zur Religion
Zu Beginn seiner Existenz spielte die jüdische Religion in den Aktivitäten des Verbands eine untergeordnete Rolle. Erst Ende der 70er Jahre begann eine neue Generation jüdischer Studenten in den Seminaren zunehmend auch religiöse Inhalte zu thematisieren. Um den Mitgliedern des Studentenverbands die Religion näherzubringen und ihnen einige Grundlagen der Religion zu vermitteln, organisierte der BJSD erstmals 1981 gemeinsam mit der orthodoxen Chabad-Ljubawitsch-Bewegung Seminare,  ein 3-tägiges Seminar in London. Die Ursache für die schlechte Stellung der jüdischen Religion sahen viele Studenten in der Unfähigkeit des Zentralrats und der jüdischen Gemeinden, entsprechende Inhalte an die nächste Generation zu vermitteln. Der Religionsunterricht, so schrieb das BJSD-Organ Cheschbon, glänze in Deutschland durch seine katastrophale Qualität. Kritisiert wurde weiter, dass es an Schulbüchern mangele, von einem seriösen Entwurf von Lehrplänen für den jüdischen Religionsunterricht könne keine Rede sein. Neben der Kritik an einer verfehlten Politik bot die Cheschbon übrigens auch Vorschläge alternativer religiöser Identitäten an, so in einem Artikel des damals 34-jährigen linken Autors Micha Brumlik. In der Cheschbon forderte dieser die jungen Juden auf, „sich auf der Seite der undogmatischen Linken zu engagieren“, gleichzeitig jedoch auch „Tora, Talmud, Tanach und Halacha“ zu studieren. Ohne diese, so Brumlik, könne er sich ein Judentum nämlich nicht vorstellen.

## Der BJSD heute
Der Mauerfall und der Zustrom von Juden aus der ehemaligen Sowjetunion haben das jüdische Leben in Deutschland grundsätzlich verändert. Die Mehrheit der BJSD Mitglieder und auch des Vorstands sind osteuropäischer Herkunft. Ähnlich wie in den 50er Jahren steht auch heute wieder der Versuch im Vordergrund, den Mitgliedern auf den Veranstaltungen das Gefühl zu vermitteln, „zu Hause“ zu sein, während sich viele in der deutschen Mehrheitsgesellschaft noch nicht wirklich integriert sehen.

## Publikationen

### Emuna Horizonte
Zur Diskussion über Israel und das Judentum Emuna war weniger eine Publikation des BJSD selbst, diente jedoch gerade zur Gründungszeit als Forum für die BJSD-Aktivisten. Herausgeber von Emuna waren der Deutsche Koordinierungsrat der Gesellschaften für Christliche-Jüdische Zusammenarbeit, die Deutsch-Israelische Gesellschaft sowie der Bundesverband Deutsch-Israelischer Studiengruppen. Nathan Peter Levinson, der aktiv an der Herausgabe beteiligt war, machte eine Mitwirkung der Studenten jedoch vom bundesweiten Zusammenschluss abhängig. Tatsächlich taucht im Jahrgang 1970 der Emuna der Bundesverband Jüdischer Studenten in Deutschland als Mitherausgeber auf.

### Schalom
Auch die Zeitschrift Schalom war nicht wirklich eine Produktion des BJSD. 1964 wurde sie als „Jüdische Jugendzeitschrift für Deutschland“ gegründet. Als Herausgeber fungierte die Jüdische Gemeinde zu Berlin. Im Februar 1969 wechselte die Zeitschrift ihren Namen in Schalom / Shalom Zeitschrift für die jüdische Jugend Europas / Magazine for the Jewish European Youth und erschien zweisprachig in Deutsch und Englisch. Neben der Jüdischen Gemeinde zu Berlin werden im Impressum nun auch die Youth Section of the World Union of Progressive Judaism und spätestens seit 1970 auch der Bundesverband Jüdischer Studenten in Deutschland e.V. (BJSD) als Unterstützer aufgeführt. Die letzte auffindbare Ausgabe der Zeitschrift Schalom/Shalom stammt aus dem Jahr 1970. Die Zeitschrift erschien nach eigenen Angaben in unregelmäßigen Abständen viermal jährlich.

### Cheschbon
Das Magazin Cheschbon wurde 1979 in München gegründet und galt als erstes ausschließliches BJSD-Organ. In den sieben Ausgaben bis zur Einstellung 1984 versuchte die Zeitschrift ein Forum für jüdische Studenten darzustellen. Neben provokativen und kritischen Artikeln zur Lage innerhalb der jüdischen Gemeinde in Deutschland und in Israel findet man in der Cheschbon historische und religiöse Abhandlungen sowie Berichte über studentische Aktivitäten in den Landesverbänden. Die oft langen Artikel versuchten einem hohen intellektuellen Niveau gerecht zu werden. Allerdings waren die meisten der Autoren selbst keine Studenten mehr. Neben Micha Brumlik, Yizhak Ahren, Lea Fleischmann und Henryk M. Broder publizierte hier auch Maxim Biller, der in der Cheschbon seine erste Kurzgeschichte überhaupt veröffentlichte.

### Najes
1985–1986 folgte die Zeitschrift Najes. In Berlin und Düsseldorf herausgegeben, erhob sie einen weniger intellektuellen Anspruch als die Cheschbon und setzte stattdessen auf häufigeres Erscheinen und Aktualität. Inhaltlich konzentrierte sich Najes fast ausschließlich auf studentische Themen, die meistens unmittelbar mit den Aktivitäten des BJSD zu tun hatten. Auch die Autoren waren hier im Gegensatz zur Cheschbon ausschließlich Studenten.

## Bisherige Vorstandsmitglieder (unvollständige Liste)
- 1968 Georg Jurek Heuberger, Micha Guttmann, Benjamin Korn
- 1969 Dan Diner, Ella Weinstein
- 1969/70 Micha Guttmann, Leo Rubinstein
- 1970/71 Naftali Schatz, Michael M. Kochen, Hans Jakob Ginsburg
- 1972/73 Marian Perlmutter
- 1974/75 Michel Friedman
- 1977/78 Rafael Seligmann, Daniel Krochmalnik
- 1983 Joram Hess, Michael K. Arnon, Miguel Freund
- 1984 Michael Brenner, Stefan Rohrbacher, Michael K. Arnon
- 1985 Stefan Rohrbacher
- 2005/06 Ilia Choukhlov
- 2012/2013 Jewgenij Singer